# Mauna filia
Mauna filia là một loài bướm đêm trong họ Geometridae.